# ヤマハ・BW200
ヤマハ・BW200（ビーダブリューにひゃく）はかつてヤマハ発動機が発売していたオートバイ。

## 概要
1985年（昭和60年）、アメリカ合衆国で発売を開始。極太のバルーンタイヤは砂地など悪路での走破性を高めるもので、アメリカ市場で人気を博した。同年に日本国内でも販売されたが、人気が奮わず、日本での販売は1年限りであったが、一方で輸出モデルは1989年（平成元年）まで製造された。
BWシリーズには排気量の異なるBW350と、2サイクルエンジンを積み、ヘッドランプなどの保安部品がない子供向けモデルのBW80が存在した。
なお、冒険家でライダーでもある風間深志は1987年（昭和62年）の北極点チャレンジで、TW200をベースにしたマシンを使用している。